# Ebaeides samarensis
Ebaeides samarensis är en skalbaggsart som beskrevs av Stefan von Breuning 1956. Ebaeides samarensis ingår i släktet Ebaeides och familjen långhorningar.
Artens utbredningsområde är Filippinerna. Inga underarter finns listade i Catalogue of Life.